# Le Roc-Saint-André
Le Roc-Saint-André (tiếng Breton: Roz-Sant-Andrev) là một xã ở tỉnh Morbihan trong vùng Bretagne tây bắc Pháp. Xã này có diện tích 9,93 km², dân số năm 1999 là 861 người. Khu vực này có độ cao từ 16-123 mét trên mực nước biển.
Cư dân của Le Roc-Saint-André danh xưng trong tiếng Pháp là Roxédois.